# Любецька селищна територіальна громада
Любецька селищна громада — територіальна громада в Україні, в Чернігівському районі Чернігівської області. Адміністративний центр — селище Любеч.
Площа громади — 289,03 км², населення — 3684 мешканці (2018) (без Мохначівської сільради).
Утворена 22 лютого 2017 року шляхом об'єднання Любецької селищної ради та Малинівської, Павлівської, Смолигівської, Тарасо-Шевченківської сільських рад Ріпкинського району.
26 червня 2018 року внаслідок добровільного приєднання до громади приєдналася Мохначівська сільська рада.
Відповідно до розпорядження Кабінету Міністрів України № 730-р від 12 червня 2020 року «Про визначення адміністративних центрів та затвердження територій територіальних громад Чернігівської області», до складу громади були включені території Великозліївської сільської ради, Губицької сільської ради та Неданчицької сільської ради 
Ріпкинського району .
Відповідно до постанови Верховної Ради України від 17 червня 2020 року «Про утворення та ліквідацію районів», громада увійшла до новоствореного Чернігівського району.

## Населені пункти
До складу громади входять 4 селища (Любеч, Гірки, Левичівка, Пересаж) і 44 села: Березівка, Великий Зліїв, Вертеча, Вороб'їв, Галків, Голубівка, Грабівка, Губарі, Губичі, Гуньківка, Гута, Довгуни, Духанки, Клонів, Комарівка, Коробки, Корольча, Кукарі, Лісківка, Лісове, Малий Зліїв, Малинівка, Маньки, Мекшунівка, Миси, Мокрі Велички, Мохначі, Неданчичі, Нова Рудня, Павлівка, Петрики, Пищики, Редьківка, Розсудів, Рудня, Семаки, Скитьки, Смолигівка, Тараса Шевченка, Тулія, Углова Рудня, Чисті Луки, Шкуранка, Шумани.

## Старостинські округи
- Великозліївський
- Губицький
- Малинівський
- Мохначівський
- Неданчицький
- Павлівський
- Смолигівський
- Тарасо-Шевченківський[6]